# 和尚 (乃蛮台部)
和尚（?—?），蒙古乃蛮台部人。元朝官员。
元仁宗延祐二年（1315年）和尚随从乞住率军，镇压江西宁都蔡五九领导的民变。泰定帝致和元年（1328年）随燕帖木儿活捉乌伯都剌。后战通州，夺红桥、取白浮、在昌平栗园破敌。和尚在石槽大战亚失帖木儿，在檀州南桑口击败秃满台儿。数有战功，领八卫把总金鼓都镇抚司事。元文宗至顺元年（1330年），和尚任中书参知政事。与史惟良掌建言之事。后为御史中丞。因贪污受贿，贱买县官屋，被御史秦起宗弹劾，解职归籍。

## 家族
- 祖父：海速
  - 伯父：兀鲁不花
  - 父：怯烈吉
    - 和尚

## 延伸阅读
[在维基数据编辑]
 《元史/卷135》，出自宋濂《元史》
 《新元史/卷205》，出自柯劭忞《新元史》